# Elaeagnus maritima
Elaeagnus maritima là một loài thực vật có hoa trong họ Elaeagnaceae. Loài này được Koidz. mô tả khoa học đầu tiên năm 1917.